# Cédric Berrest
Cédric Berrest, né le 2 avril 1985 à Clermont-Ferrand, est un rameur français pratiquant l'aviron ayant remporté une médaille olympique et plusieurs médailles en championnat du monde.

## Carrière
Il commence l’aviron en 1999 à l’âge de 14 ans en perpétuant la tradition familiale. Détenteur de nombreux titres de champion de France en skiff, il intègre la sélection nationale en 2002. La même année, il décroche la médaille de bronze des championnats du monde junior.
Il participe à trois olympiades (Athènes 2004, Pékin 2008, Londres 2012) et remporte une médaille de bronze aux Jeux olympiques de Pékin en 2008 en quatre de couple avec ses coéquipiers Julien Bahain, Jonathan Coeffic et Pierre-Jean Peltier. Il ne parvient malheureusement pas à se qualifier pour une quatrième olympiade (Rio 2016) échouant de peu lors de l'ultime épreuve de qualification.
Il remporte également quatre médailles en Championnats du Monde.
En 2011, il rejoint le dispositif Athlètes SNCF qui le détache à 100% en vue des Jeux olympiques de Londres. Après un an de coupure, il commence sa mission chez SNCF en tant que correspondant environnement Infralog à Toulouse.
En 2018, Cédric travaille dans le coaching et la facilitation auprès de grandes entreprises.

## Palmarès

### Jeux olympiques
- 2008 à Pékin,  Chine
  -  Médaille de bronze en quatre de couple

### Championnats du monde
- 2007 à Munich,  Allemagne
  -  Médaille d'argent en quatre de couple
- 2009 à Poznań,  Pologne
  -  Médaille d'argent en deux de couple
- 2010 à Karapiro,  Nouvelle-Zélande
  -  Médaille de bronze en deux de couple
- 2011 à Bled,  Slovénie
  -  Médaille de bronze en deux de couple

### Championnats d'Europe
- 2010 à Montemor-o-Velho,  Portugal
  -  Médaille d'or en deux de couple

### Jeux méditerranéens
- 2009 à Pescara,  Italie
  -  Médaille d'or en deux de couple

### Championnats de France
- 15 titres de Champion de France